# Gésios de Pétra
Gésios (ou Gessios) de Pétra est un médecin et professeur de médecine (iatrosophistês) de l'Antiquité tardive, actif à Alexandrie (fin du Ve siècle-début du VIe siècle).
Il était natif de Géa, localité proche de Pétra (actuelle Jordanie), et son nom est peut-être la forme hellénisée du nom arabe Qays. Il est l'objet d'un article de la Souda, qui cite à son propos un passage de l'Histoire philosophique (ou Vie d'Isidore de Gaza) de Damascius : « Ayant évincé son propre maître Domnus le Juif, et attiré à lui presque tous ses disciples, il acquit une réputation universelle, non seulement par sa compétence médicale, à la fois comme enseignant et comme praticien, mais aussi par sa culture dans tous les autres domaines. Ambitieux et travailleur, il se constitua au fil des années une apparence de sagesse dans les autres disciplines, plus par l'étude que par une aptitude naturelle, mais en théorie et en pratique médicale il surpassa tous ses contemporains par la précision de ses connaissances. Étant venu tard à la pratique publique de sa science, il y fit des progrès rapides et prospéra grâce à elle, n'étant pas ennemi de l'ostentation et du prestige social. Autant il parvint à peu de résultats en philosophie, autant il fut impressionnant en médecine. Ce fut pour lui la source d'une grande fortune et de grands honneurs dans l'État romain ». Étienne de Byzance, à l'article « Géa » de son lexique géographique, l'appelle « l'illustre professeur de médecine » (ho periphanestatos iatrosophistês).
Païen de naissance et d'inclination, il aurait été forcé au baptême à l'instigation de l'empereur Zénon (c'est-à-dire sans doute par le délégué impérial Nicodème, qui mena une répression anti-païenne à Alexandrie en 488), mais conserva une attitude méprisante vis-à-vis de la croyance chrétienne aux guérisons miraculeuses : selon Sophrone de Jérusalem, collecteur des traditions populaires sur le culte des saints Cyr et Jean à Aboukir, comprenant un rite de guérison par incubation, Gésios, après s'être beaucoup moqué de ce type de pratique (en prétendant notamment que les saints guérisseurs utilisaient en fait sans le dire les traitements des médecins), aurait lui-même été guéri miraculeusement d'une arthrose (en courant autour du sanctuaire vêtu de la peau d'un âne, sûrement une légende infamante contre un notoire détracteur des croyances chrétiennes). Selon Damascius, toujours cité par la Souda, il serait venu en aide au philosophe païen d'Alexandrie Héraïscos : « J'applaudis au noble courage de son âme vertueuse. En effet, quand Héraïscos fut recherché par l'empereur Zénon, il le cacha dans sa propre maison, s'exposant lui-même au danger, et quand le philosophe banni tomba malade et mourut, il s'occupa avec soin de ses funérailles ». Il est aussi question de lui dans le dialogue Ammonius de Zacharie le Rhéteur : la seconde partie est un échange entre Zacharie et Gésios, présenté comme un disciple d'Ammonios.
Aucune de ses œuvres ne semble être parvenue jusqu'à nous. Il était fameux pour ses commentaires d'Hippocrate et de Galien (cité par Étienne d'Alexandrie dans son commentaire aux Aphorismes d'Hippocrate). Sous le nom de Ğāsiyūs, il était bien connu des médecins arabes du Moyen Âge, notamment comme l'un des auteurs des Summaria Alexandrinorum, support de l'enseignement médical pendant des siècles. Ibn Butlan (selon Ibn Abi Usaybi'a) louait fort ses commentaires sur Galien. Hunayn ibn Ishaq mentionne son commentaire du livre d'Hippocrate Sur la nature de l'embryon.